# Conistra intermedia
Conistra intermedia là một loài bướm đêm trong họ Noctuidae.